# Kardiologija
Kardiologija je področje medicine, ki se ukvarja s srcem in žilami; torej kardiovaskularnim sistemom.
Zdravnik-specialist, ki deluje na tem področju, je kardiolog.